# Mynte
Mynte (Mentha) er en artsrig slægt, som er udbredt med ca. 20 arter over hele den nordlige halvkugle. Desuden findes der omtrent 10 krydsninger af delvist ukendt ophav. Slægtens fælles kendetegn er, at planterne danner lange, under- og overjordiske udløbere, og at blomsterne er næsten regelmæssige. Her nævnes kun de arter og krydsninger, som er vildtvoksende eller dyrkede i Danmark.
| Arter |

- Agermynte (Mentha arvensis)
- Fruemynte (Mentha requienii) – Korsikansk Mynte
- Grøn mynte (Mentha spicata)
- Grå mynte (Mentha longifolia)
- Polejmynte (Mentha pulegium)
- Rundbladet mynte (Mentha suaveolens)
- Vandmynte (Mentha aquatica)

| Hybrider |

- Engmynte (Mentha arvensis x spicata)
- Kransmynte (Mentha aquatica x arvensis)
- Pebermynte (Mentha x piperita)
- Citronmynte (Mentha X gentilis)